# Історичний Потяг українських піонерів

Проєкт «Історичний Потяг українських піонерів»

Історичний Потяг українських піонерів — культурно-іміджевий проєкт Посольства України в Канаді. Учасники проєкту у 2011 році здійснили символічну подорож шляхом, що проходили багато перших українських емігрантів в Канаді — від східного портового міста Галіфакс до Едмонтона на заході країни. Вони відвідали низку міст шести канадських провінцій, зокрема Галіфакс (Нова Шотландія), Монреаль (Квебек), Ляшін (Квебек), Сан-Констан (Квебек), Оттава (Онтаріо), Ошава (Онтаріо), Ніагара-Фоллс (Онтаріо), Оквіль (Онтаріо), Торонто (Онтаріо), Вінніпег (Манітоба), Гардентон (Манітоба), Саскатун (Саскачеван), Крайдор (Саскачеван), Альбертвіль (Саскачеван), Гаффорд (Саскачеван), Едмонтон (Альберта), Тофілд (Альберта).
Акцію проведено з нагоди 120-ї річниці появи перших українських переселенців у Канаді.